# Taungu-Dynastie

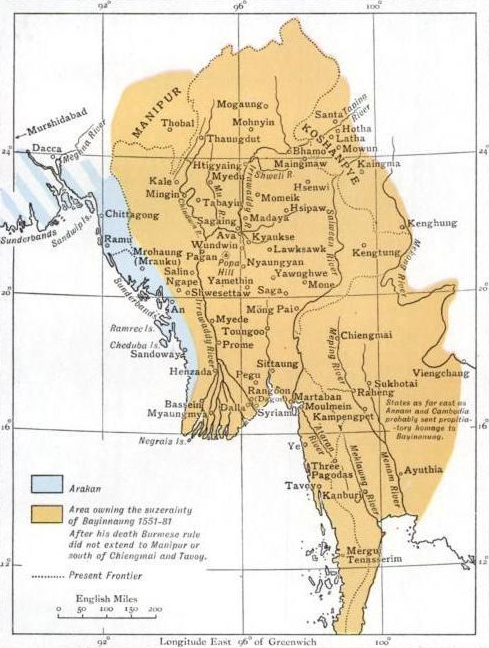
Größte Ausdehnung des Einflussgebiets des Taungu-Reiches (1581)

Die Taungu-Dynastie (Birmanisch တောင်ငူခေတ်) beherrschte zwischen 1531 und 1752 wesentliche Teile des heutigen Birmas. Ihr Herrschaftsbereich wird auch Zweites Birmanisches Reich bezeichnet, oder nach seiner jeweiligen Hauptstadt als Königreich Taungu (1486–1539), Pegu (1539–1599) oder Ava (1599–1752). 
Es war jedoch kein Reich im eigentlichen Sinne, sondern ein „Netzwerk der Loyalitäten“ oder „Mandala“ ohne feststehende Grenzen oder gesamtstaatliche Institutionen, das nur auf persönlichen Abhängigkeitsverhältnissen zum jeweiligen König beruhte. Die traditionellen Fürstentümer und Königreiche blieben in ihm bestehen und hatten große Autonomie in inneren Angelegenheiten, mussten jedoch Tribut und Heeresfolge leisten. Sie wurden von bayin (oftmals Verwandte des „Hochkönigs“) oder von einheimischen Königen regiert, die dem jeweiligen Taungu-König Vasallentreue schwören mussten. In Zeiten der Stärke konnten die militärisch erfolgreichen Taungu-Könige ihren Herrschaftsbereich auf ein gewaltiges Gebiet ausdehnen. In Zeiten der Schwäche fiel es auf einen kleinen Kern zusammen, wenn die Vasallen ihre Loyalität aufkündigten.

## Gründung
König Mingyinyo (1486–1530) gründete die erste Dynastie von Taungu, die bis 1599 bestand. Er war Oberhaupt eines kleinen Gebirgsfürstentums mit der Hauptstadt Taungu am Oberlauf des Flusses Sittang, etwa auf halber Strecke zwischen den beiden damaligen Machtzentren Ava und Pegu. Nachdem Ava 1527 von Shan-Truppen besiegt worden war, flohen viele Birmanen nach Taungu, das ein neues Zentrum birmanischer Herrschaft wurde.

## Tabinshwehti (1531–1551)
Das Ziel von Mingyinyo war es, die verschiedenen Herrschaften auf dem Gebiet des heutigen Birma unter seine Kontrolle zu bringen, doch erreichte das erst sein Sohn, der als König Tabinshwehti zwischen 1531 und 1551 herrschte. Er konsolidierte seine Macht, nachdem er den größten Teil Birmas vereinigt hatte und ging dann nach Süden, um das Delta des Irrawaddy anzugreifen und die Hauptstadt der Mon, Pegu, zu erobern. 1544 wurde Tabinshwehti in der alten Hauptstadt Bagan zum König Gesamt-Birmas gekrönt. Damit hatte sich die geopolitische Situation in Südostasien dramatisch gewandelt. Die Shan bildeten ein neues Königreich im Norden, während das siamesische Königreich Ayutthaya immer mächtiger wurde. Gleichzeitig eroberten die Portugiesen im Süden Teile der Malaiischen Halbinsel (Malakka). Mit dem Auftauchen europäischer Händler wurde Birma erneut ein wichtiger Handelsplatz, weshalb Tabinshwehti 1539 seine Hauptstadt nach Pegu verlagerte, dessen Lage günstiger für den Handel war.
Er begann anschließend, größere Truppen für einen Angriff auf Arakan im Westen zusammenzufassen. Er wurde zwar abgewehrt, doch konnte er Zugriff auf das untere Birma bis nach Prome (Pyay) halten. Er führte seine Truppen dann gen Osten, um Ayutthaya anzugreifen, doch wurde er abermals geschlagen, diesmal von den Siamesen. Auch sein Kampf gegen Ava blieb erfolglos. Daraufhin brachen Unruhen und Aufstände aus, in deren Folge Tabinshwehti 1551 ermordet wurde. Sein Nachfolger wurde sein Schwager Bayinnaung (1551–1581).

## Bayinnaung (1551–1581)
Bayinnaung war ein Kriegsherr, der den Krieg über viele Reiche Südostasiens brachte, u. a. griff er Manipur (1560) und Ayutthaya (1569) erfolgreich an. Er wird als energischer und geschickter Feldherr geschildert und machte Taungu zur einflussreichsten Macht in Südostasien. Die Grenzen des Einflussgebietes von Taungu reichten nun von Laos nach Ayutthaya, nahe Bangkok. Aber seine Kriege forderten die Kräfte der Bevölkerung und die Ressourcen des Landes bis aufs Äußerste.
Manipur und Ayutthaya wurden bereits nach fünfzehn Jahren birmanischer Kontrolle wieder unabhängig. Dabei hatte Bayinnaung den späteren Befreier Ayutthayas, König Naresuan, als Prinz an seinem Hof großgezogen und ihm das Kriegshandwerk beigebracht. Bayinnaung war entschlossen, in einem letzten Kampf Arakan niederzuringen, als er während der Vorbereitungen starb. Sein Sohn Nandabayin wurde sein Nachfolger.

## Spätphase

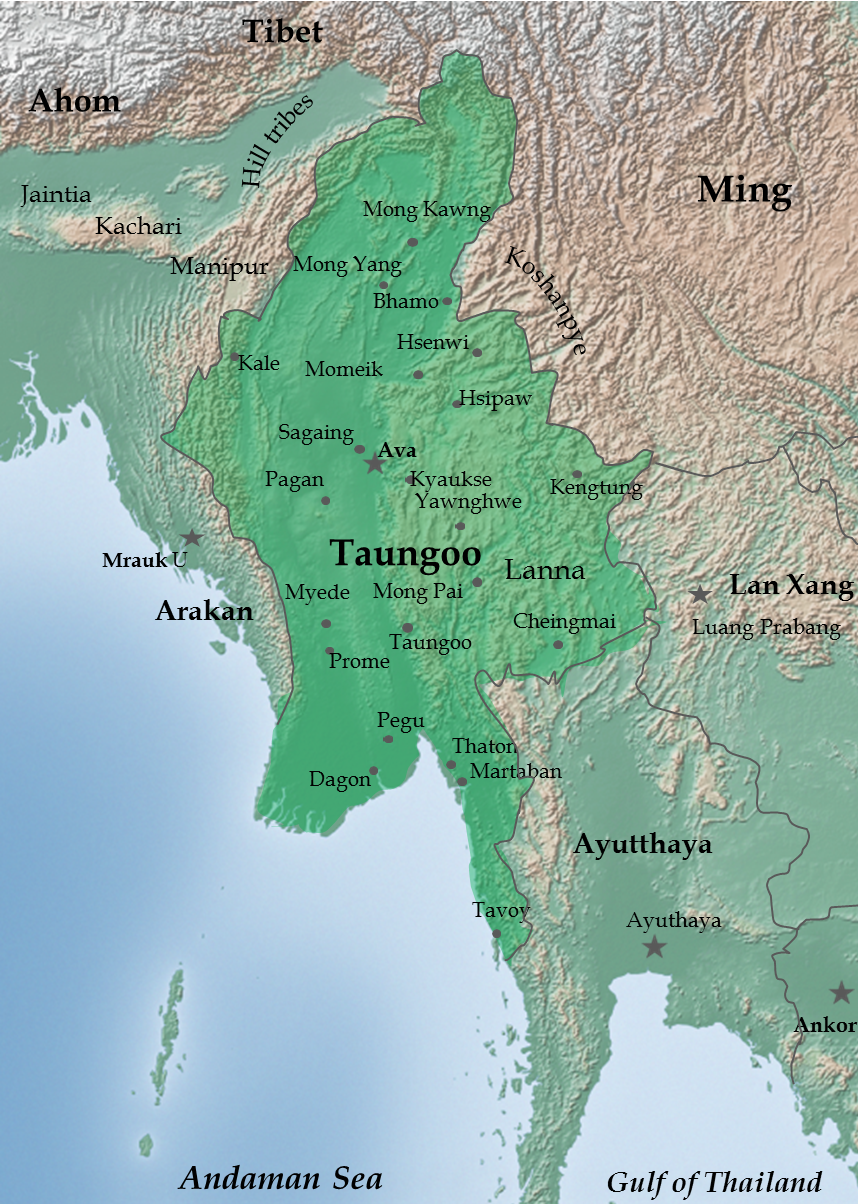
Einflussgebiet der Taungu-Dynastie (Ava) um 1650

Nandabayin und dessen Nachfolger mussten sich Rebellionen an verschiedenen Orten des Reiches auseinandersetzen. Der Sieg über Arakan wurde nie erreicht. Der Vormarsch der Portugiesen in Malakka zwang die Herrscher von Taungu, den Süden Birmas aufzugeben. Die „wiedererrichtete Taungu-Dynastie“ (oder Nyaungyan-Dynastie) wurde 1597 gegründet und herrschte bis 1752. 1613 konnte Bayinnaungs Enkel, Anaukpetlun (1605–1628) Birma noch einmal vereinigen und die portugiesischen Versuche zurückschlagen, Birma zu erobern. Um 1635 wurden in der Zählung von König Thalun etwa zwei Millionen Einwohner gezählt. Ab Mitte des 17. Jahrhunderts zerfiel das Reich allmählich. Die Dynastie überlebte noch ein gutes Jahrhundert bis zum Tod von Mahadammayazas 1752.

## Übersicht der Herrscher
| Name         | Verwandtschaft       | reg.      | Anmerkungen | Hauptstadt |
| ------------ | -------------------- | --------- | --- | ---------- |
| Mingyinyo    |                      | 1510–1531 | Gründer; 1527 Krieg mit Shan | Taungu     |
| Tabinshwehti | Sohn                 | 1531–1551 | 1535–1546 Krieg mit anderen birmanischen Fürsten; 1539 Umzug der Hauptstadt nach Pegu; 1548 Krieg mit Siam                                                                    | Taungu     |
| Tabinshwehti | Sohn                 | 1531–1551 | 1535–1546 Krieg mit anderen birmanischen Fürsten; 1539 Umzug der Hauptstadt nach Pegu; 1548 Krieg mit Siam                                                                    | Pegu       |
| Bayinnaung   | Schwager             | 1551–1581 | 1551–1559 Krieg mit anderen birmanischen Fürsten; zwischen 1558 und 1575 mehrere Kriege mit Lan Xang und Siam (1563–1569); ca. 1580 größte Ausdehnung des Herrschaftsbereichs |            |
| Nandabayin   | Sohn                 | 1581–1599 | mehrere Kriege mit Lan Xang und Siam (1584–1592; 1593–1600); 1599 Krieg mit anderen birmanischen Fürsten; Verlust aller abhängiger Gebiete und schließlich Pegus              |            |
| Anaukpetlun  | Enkel von Bayinnaung | 1605–1628 | Neugründung der Dynastie in Ava; 1607–1618 Kriege mit Siam; 1613 Krieg mit Portugiesen; einigte Birma wieder                                                                  | Ava        |
| Minredeippa  | Sohn                 | 1628      | | Ava        |
| Thalun       | Bruder Anaukpetluns  | 1629–1648 | Wiederaufbau; 1635: 2 Mio. Untertanen | Ava        |
| Pindale      | Sohn                 | 1648–1661 | 1658–1661 Krieg mit China; 1660–1662 Krieg mit Siam | Ava        |
| Pye          | Halbbruder           | 1661–1672 | | Ava        |
| Narawara     | Sohn                 | 1672      | | Ava        |
| Minrekyawdin | Enkel Thaluns        | 1673–1698 | | Ava        |
| Sane         | Sohn                 | 1698–1714 | | Ava        |
| Taninganwe   | Sohn                 | 1714–1733 | 1714–1749 Krieg mit Manipur | Ava        |
| Mahadammaya  | Sohn                 | 1733–1752 | Ab 1740 Krieg mit Pegu; gefangengenommen und hingerichtet; Untergang des Reichs                                                                                               | Ava        |

## Anmerkung
1. ↑  Auch Toungoo, Taungoo, Toungu, Taung-ngu, Taungngu oder Toungngoo geschrieben.